# Comté de Gaspé-Est
Pour les articles homonymes, voir Gaspé.
Le comté de Gaspé-Est, connu à l'origine sous le nom de comté de Gaspé numéro un était un comté municipal du Québec ayant existé entre 1885 et le début des années 1980. Il a été défini lors de sa création comme étant la partie du comté de Gaspé située à l'est de la municipalité de Saint-Maxime-du-Mont-Louis, moins les Îles de la Madeleine.
Le territoire qu'il couvrait est aujourd'hui compris dans la région administrative de Gaspésie–Îles-de-la-Madeleine, et correspondait à la majeure partie des actuelles municipalités régionales de comté (MRC) de la Côte-de-Gaspé et du Rocher-Percé. Son chef-lieu était la municipalité de Percé.

## Origine
Le comté de Gaspé-Est, tout comme ceux de Gaspé-Ouest et des Îles-de-la-Madeleine, a été créé comme une division du comté de Gaspé à cause des grandes distances qui séparaient les différentes localités de ce dernier. Il s'appelait à l'origine Gaspé no 1 et prit le nom de Gaspé-Est à une date indéterminée. Pour une raison inconnue, le district électoral provincial créé en 1930 et qui correspondait au comté de Gaspé-Est s'est appelé Gaspé-Sud.

## Municipalités situées dans le comté
- Barachois (détaché du canton de Malbay en 1876 sous le nom de Saint-Pierre-de-la-Malbaie no 1, renommé Barachois en 1953, fusionné à Percé en 1971[3]).
- Bridgeville (détaché de Percé et de Saint-Pierre-de-la-Malbaie no 1 en 1933, fusionné à Percé en 1971[4]).
- Cap d'Espoir (détaché de la municipalité du canton de Percé en 1868 sous le nom d'Anse-du-Cap[5], renommé Cap d'Espoir en 1935, fusionné à Percé en 1971[6]).
- Saint-Alban-du-Cap-des-Rosiers (détaché en 1895 des municipalités de Cap des Rosiers et d'Anse aux Griffons[7], fusionné à Gaspé en 1971[8]).
- Cap-Rosier (créé en 1855, divisé en Cap des Rosiers et Anse aux Griffons en 1870[7].)
- Chandler (détaché de Pabos en 1916, regroupée avec Saint-François-de-Pabos, Pabos, Pabos Mills et Newport en 2001 pour former une municipalité appelée d'abord Pabos, puis renommée Chandler en 2002[9]).
- Cloridorme (créé en 1885[7]).
- Douglas (créé en 1855, fusionné à Gaspé en 1971[8],[7])
- Gaspé (détaché de Baie-de-Gaspé-Sud en 1873[7]).
- Baie-de-Gaspé-Nord (créé en 1855, fusionné à Gaspé en 1971[8])
- Baie-de-Gaspé-Sud (créé d'une partie de Baie-de-Gaspé-Sud et York en 1866[7], fusionné à Gaspé en 1971[8])
- Grande-Grève (créé en 1870 d'une partie de la municipalité de Cap Rosier sous le nom de Cap des Rosiers, renommé Grande-Grève en 1944[7], fusionné à Gaspé en 1971[8])
- Grande-Rivière (créé en 1855, la municipalité de village s'en sépare en 1931 mais les deux sont regroupées en 1967[3]).
- Grande-Rivière-Ouest (détaché de Grande-Rivière en 1932, fusionnée de nouveau avec Grande-Rivière en 1974[3]).
- Grande-Vallée (créé en 1927[7]).
- Haldimand (détaché du canton de Douglas en 1879 sous le nom de Partie ouest du canton de Douglas, renommé Haldimand en 1953[7], fusionné à Gaspé en 1971[8])
- L'Anse-aux-Griffons (créé en 1870 d'une partie de la municipalité de Cap Rosier sous le nom d'Anse aux Griffons, renommé L'Anse-aux-Griffons en 1969[7], fusionné à Gaspé en 1971[8]).
- Newport (créé en 1855)
- Pabos (détaché de Newport en 1876, regroupé avec Chandler, Saint-François-de-Pabos, Pabos Mills et Newport en 2001 pour former une municipalité appelée d'abord Pabos, puis renommée Chandler en 2002[3]).
- Pabos Mills (détaché de Newport et Pabos en 1952, regroupé avec Chandler, Saint-François-de-Pabos, Pabos et Newport en 2001 pour former une municipalité appelée d'abord Pabos, puis renommée Chandler en 2002[3]).
- Percé (créé en 1855)
- Petite-Vallée (détaché de Cloridorme en 1957[7]).
- Petit-Pabos (détaché de Saint-François-de-Pabos et Pabos en 1955, fusionné à Grande-Rivière en 1974[3]).
- Rivière-au-Renard (créé en 1855 sous le nom de Canton de Fox et Sydenham-Nord, renommé Rivière-au-Renard en 1933[7], fusionné à Gaspé en 1971[8]).
- Saint-Alban-du-Cap-des-Rosiers (créé en 1895, fusionné à Gaspé en 1971[8])
- Sainte-Thérèse-de-Gaspé (détaché d'Anse-du-Cap en 1930[3]).
- Saint-François-de-Pabos (détaché de Pabos en 1929, regroupé avec Chandler, Pabos, Pabos Mills et Newport en 2001 pour former une municipalité appelée d'abord Pabos, puis renommée Chandler en 2002[3]).
- Saint-Maurice (communément appelé Saint-Maurice-de-l'Échouerie, détaché du canton de Fox et Sydenham-Nord en 1923, fusionné à Gaspé en 1971[8])
- Saint-Pierre-de-la-Malbaie (no 2) (détaché de la municipalité de canton de Malbay en 1876, fusionné à Percé en 1971[3]).
- Saint-Majorique (détaché de Baie-de-Gaspé-Nord en 1921 sous le nom de Sydenham-Sud, renommé Saint-Majorique en 1966[7], fusionné à Gaspé en 1971[8])
- York (créé en 1866, fusionné à Gaspé en 1971[8])